# 2024年夏季残疾人奥林匹克运动会柔道比赛
2024年夏季残疾人奥林匹克运动会柔道比赛将于2024年9月5日至7日在巴黎战神广场竞技场举行。本届赛事将产生男子和女子各8枚金牌。 